# Diprion butovitschi
Diprion butovitschi is een vliesvleugelig insect uit de familie van de dennenbladwespen (Diprionidae). De wetenschappelijke naam van de soort is voor het eerst geldig gepubliceerd in 1967 door Hedqvist.